# 英華書院
英華書院（英語：Ying Wa College，縮寫YWC，舊稱Anglo-Chinese College），是香港一所基督教男子中學，也是香港現存歷史最悠久之學校。1919年加入成為香港補助學校議會22所成員學校之一，故被坊間稱為香港教會主辦的22間「傳統名校」之一。英華書院於2008年成為直資學校。英華書院與漢學、華語翻譯、新教在華傳教、香港開埠及教育、華文報刊出版及印刷方面的歷史息息相關。英華書院有關其馬六甲時期及香港開埠初期的歷史文獻多以非華語寫成，因此書院在一些史料上亦有英華學院、英華學校等華文譯名。
英華書院於1818年由倫敦傳道會傳教士馬禮遜在馬六甲成立。書院業務除教學外，亦有印刷設備出版不同書刊，當中包括基督新教刊物、教材、報刊及小說。書院於1843年由時任同屬倫敦會的傳教士及漢學家理雅各，連同印刷設備遷至香港，為倫敦會在香港的傳教站。書院於1858年停止辦學，其下印刷設備亦於1871年售予王韜以成立中華印務總局及出版香港首份華人主理報章《循環日報》。1911年，多位道濟會堂牧師共同提倡英華書院作為一所學校復辦，以配合香港大學的成立及當時社會需要。在倫敦傳道會同意代為尋找人選出任校長的情況下，英華書院於1914年恢復辦學。英華書院復校後之校舍，曾先後設立在港島堅道、般咸道、旺角弼街及九龍塘牛津道，到2003年遷至西九龍填海區英華街現址。

## 歷史
早期的書院兼負教育和出版的工作，出版刊物包括發行香港首份華文報章《遐邇貫珍》，以及最先將《十三經》翻譯成英文出版等。
英華書院1818年於南洋馬六甲創辦，1843年遷至剛開埠的香港，當時香港已有一所於1842年創立的馬禮遜紀念學校（已關閉）。在香港教育史上第一所在香港辦學的英式學校是馬禮遜紀念學校，辦學歷史最長則為英華書院。其辦學過程是香港基督教史和香港教育史的重要一環。現校內仍存有當年由馬禮遜牧師所翻譯之聖經，以及其他單張，展品大多都放在校內之校史館中展出。

### 成立及早期發展

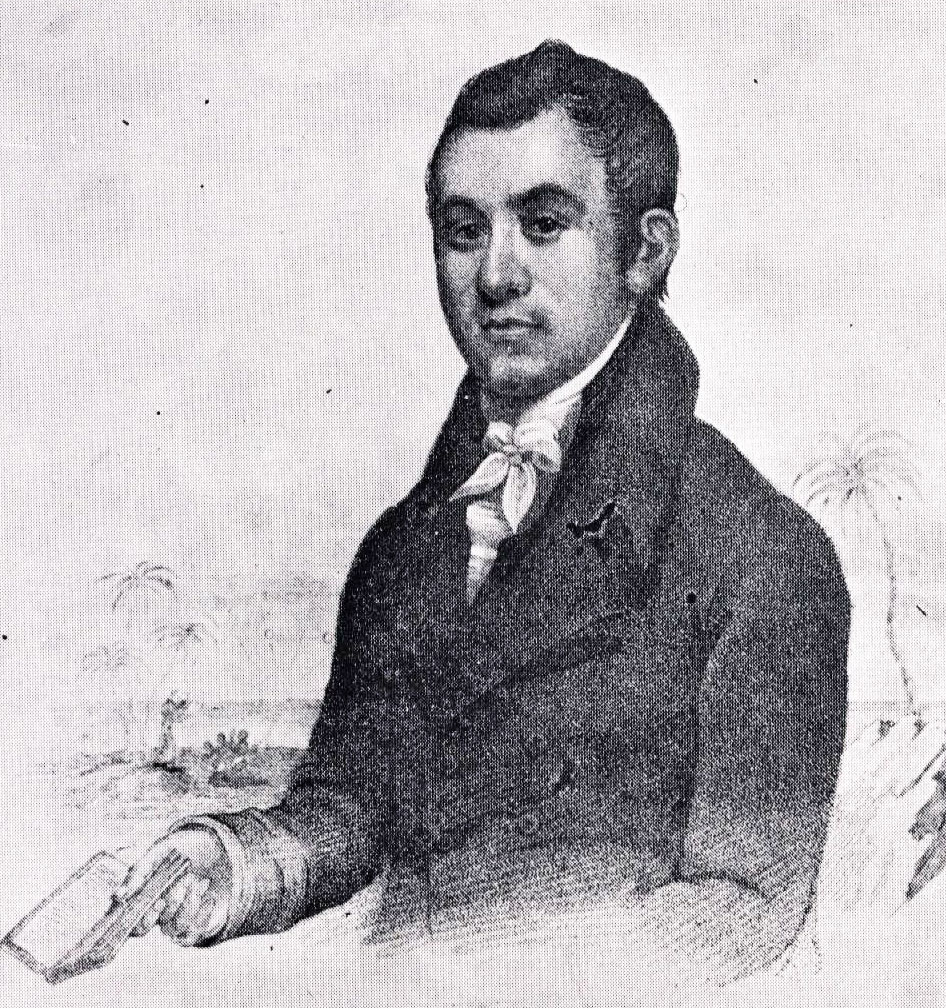
首任校長米憐牧師

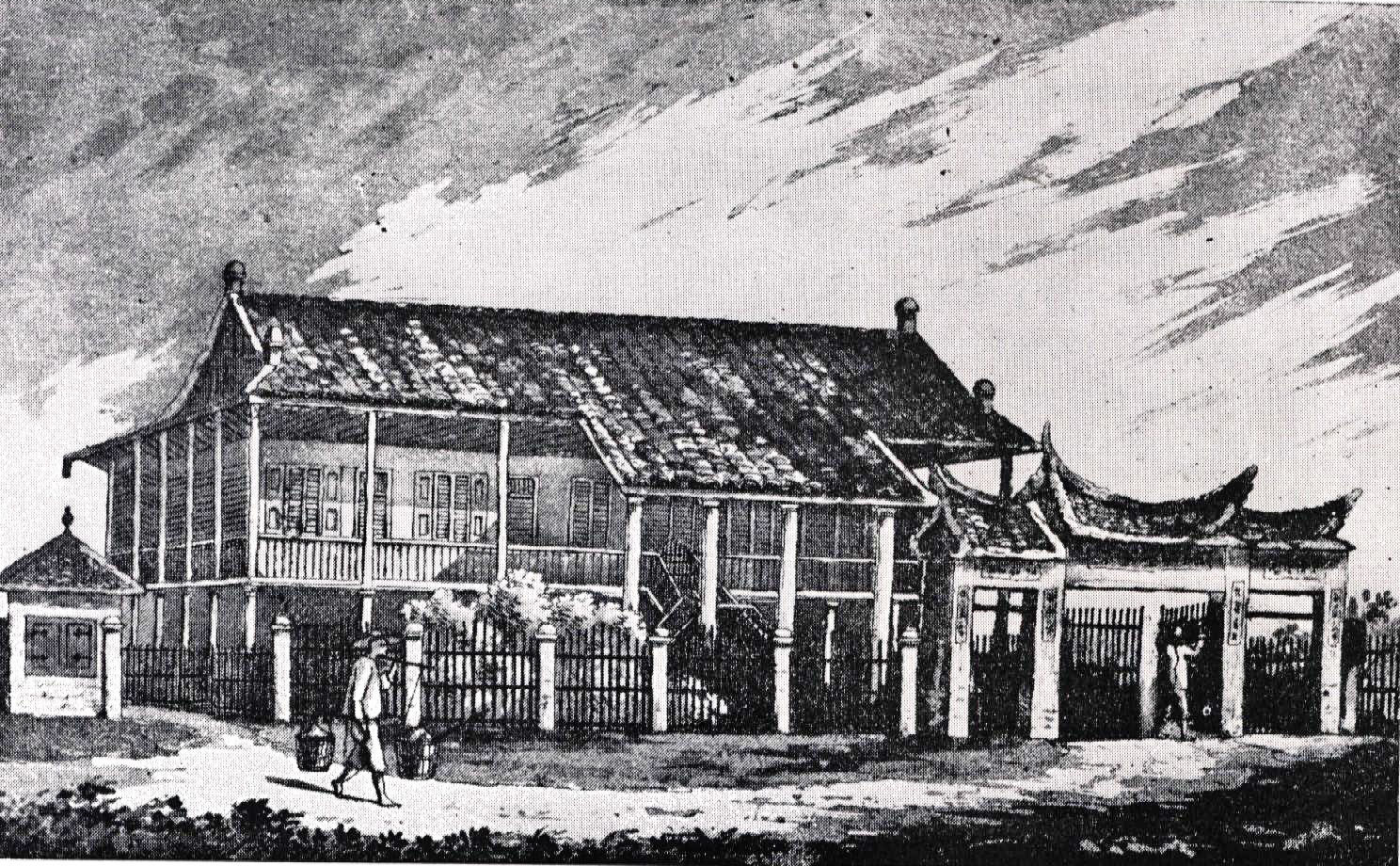
馬六甲英華書院

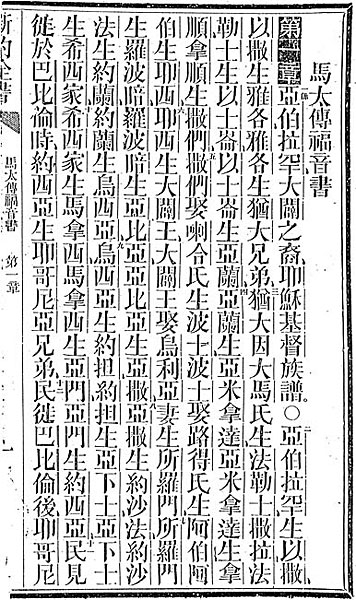
1833年馬六甲英華書院印務所印所長撒母耳·戴耳刊行的金屬活字版《馬太福音》

英華書院是由來自倫敦傳道會（London Missionary Society）的蘇格蘭傳教士馬禮遜牧師（Rev. Robert Morrison, D.D.）計劃創辦。他於1807年被差遣來華傳福音，是近代中國第一位來華的基督教傳教士。由於當時滿清政府嚴禁洋人傳教，馬禮遜牧師只有以英國東印度公司（British East India Company）翻譯員的身份留在廣州商館，暗中翻譯聖經和組織崇拜。1813年，倫敦差會另遣米憐牧師（Rev. William Milne, D.D.）來華協助馬禮遜牧師。米憐牧師抵達後，未獲准居留澳門，更不能以傳教者身份留居廣州。與馬禮遜牧師商討後，決定前往東南亞地區，建立一個傳道中心，並開辦一所學校，接待來自歐洲的年輕傳教士，讓他們學習東方語言；又廣納華人學生，向他們傳授西方知識及基本教義。於是，在1815年，馬六甲傳道中心成立。而在1818年11月11日，書院舉行奠基禮（此日因此被定為校慶日），主持典禮的是馬六甲英軍法夸爾司令上校（Major-General William Farquhar），蒞臨的嘉賓包括馬六甲總督泰森閣下（Jan Samuel Timmermann Thijssen）及其他知名人士。學校的英文名稱定為。1820年英華書院建成並正式開課。
當時英華書院的教育內容是一般俗世教育，學生及職員不一定需要是基督徒或從事佈道工作。因此，書院的設立並未得到倫敦傳道會的大力支持，只曾勉強提供物質協助。
設施方面，英華書院除了課室和教師學生的宿舍外，還設立了一個圖書館，一所小型博物館，一個印刷中心和一個植物園。然而除校舍配套以外，學校面對數方面的問題：
1. 學生人數不足。書院開辦初期，學生人數只有10人左右，傳教士先後只有3人入讀，當地學生入學只想學習官話（華語），與書院創立的目標相差甚遠。
2. 學生對基督教信仰興趣不大，接受洗禮者寥寥可數。
3. 書院經費主要來自各界捐獻，甚不穩定。
4. 傳教士之間出現意見分歧。
5. 米憐牧師需兼顧傳教、教學、校務、繙譯等工作，身心俱憊。

1822年，主持英華書院的米憐在37歲的壯年逝世。其後繼任的主持（Principal）包括宏富禮（Rev. James Humphreys）、高大衛牧師（Rev. David Collie）、紀德牧師（Rev. Samuel Kidd, M.A.）、湯雅各牧師（Rev. Jacob Tomlin）和伊文思牧師（Rev. John Evans），均為倫敦會派遣到馬六甲的牧師。
在印刷方面，書院先後出版了由馬禮遜牧師和米憐牧師所譯的聖經、首份中文報刊《察世俗每月統記傳》、英文通訊《印支搜聞》等。在1828年，傳教士台約爾（Samuel Dyer）前往馬六甲負責英華書院的印刷所事務，同时鑄造了中文活字銅模三千余枚、以便鑄造漢字金屬活字。
馬禮遜牧師曾計劃將書院搬遷到新加坡，組成新加坡學院（被視為萊佛士書院前身），但計劃最終告吹。
馬禮遜牧師亦於1834年逝世，歸葬澳門。
倫敦會於1840年委派牧師理雅各於1840年主持書院及傳道工作。兩年後，中英兩國簽訂《南京條約》，英人接管香港。倫敦傳道會亦決定將書院遷至香港，以展開對華傳道工作。1843年，英華書院和附屬的印刷廠遷至英屬香港，亦從新加坡運過來的將近3900個中文活字鋼模。

### 遷往香港
英華書院在校舍方面，由於馬禮遜紀念學校比書院更早一步由澳門遷港，並得到政府撥地建校，政府無意撥地予性質相近的英華書院。最後唯有將書院設立於上環鴨巴甸街與荷李活道交界，堅道的倫敦會傳道會大樓（現為合一堂香港堂）內。在經費方面，由於政府亦不願資助，書院需自行籌募經費。在辦學宗旨方面，倫敦傳道會認為書院遷港後的使命應為直接培訓傳道人才，亦應提昇至一所專上學院。因此將書院易名為倫敦會中國神學院（The Theological Seminary of the London Missionary Society in China）。但倫敦會同意在未有適合學生入讀神學院前，保留開辦基礎教育。此時書院的工作重點包括傳道、繙譯和教學。1853年，香港首份以中文為主的報章《遐邇貫珍》（Chinese Serial）創立，是用英華書院的漢字活版印刷廠印刷發行的。
然而，由於其後的英華畢業生未能如外界期望般從事佈道工作，捐款者頗有怨言，加上中國政局動蕩，理雅各牧師不得不在1856年停止收生，並於1858年結束學校。

### 中止辦學
書院結束後，印刷業務不受影響，繼續出版聖經、理雅各翻譯的中國經籍、雜誌、學童啟蒙書籍等。當時英華書院鑄造的中文活字舉世聞名：俄國沙王欽差大臣、法國巴黎學會、新加坡政府、太平天國、兩廣總督、上海道台、清廷總理衙門等，都先後購買過英華書院鑄造的中文鉛活字，或全套活字銅模。王韜在1862年《香海羈蹤》一文中記載了當時香港的其中三間書院，中環有保羅書院（即現時的聖保羅書院），上環有大書院（即現時的皇仁書院），上、下交界（上環、中環交界處）有英華書院，“皆有子弟肄業，教以西國語言文字，造就人才，以供國家用。『英華書院』兼有機器活字版排印書籍。”1870年，書院將印刷部售予王韜、黃勝，書院的歷史亦一度中斷近半世紀。
王韜其後在荷李活道29號，創立中華印務總局；1874年創辦世界上第一家華資中文日報：《循環日報》。

### 恢復辦學
1911年，道濟堂各長老及張祝齡，皮堯士（Rev. W.T. Pearce），威禮士（Rev. H.R. Wells）諸牧師提出由興會興辦一所中學，培養教友的子弟，讓他們修畢中學課程後，可以升讀新開辦的香港大學（University of Hong Kong）。他們的建議獲教友廣泛支持。經反覆磋商後，決定向倫敦傳道會要求復辦英華書院，及派遣一位歐籍人士擔任校長。1913年，倫敦會贊同道濟堂的提議，並差曉士牧師（Rev. Arnold Hughes, M.A.）來港復辦英華。1914年2月，英華書院於堅道9號校舍重張旗鼓，有60至80人入讀。
當時書院急於解決數方面的問題:
1. 物色校長。為爭取政府資助，書院必須委任洋人為校長。微薄的薪酬難以吸引歐人長途跋涉來港，擔此重任。
2. 物色英語教師。政府對資助學校的英語教學水平要求甚高，物色歐籍英語老師一直是學校面對的困難。
3. 經費短缺。書院入不敷支，主要靠損贈和借貸維持，直到1918年得到政府資助，書院收支才告穩定。1927年，政府停發津貼，書院經濟再陷入危機，到1931年學院達到政府要求，再獲津貼。
4. 物色校舍。堅道九號是租來的校舍，租約甚短，因此復校初期三遷其址，至1918年末向政府租用般咸道82號禮賢會大樓才稍告竄定。
5. 確定宗旨。隨時代改變，復校後的書院純粹是一所教育機構，不再涉及傳教及印刷的事務。

曉士牧師掌校時，入讀學生人數不斷上升，更獲政府納入為資助學校。1919年，首次有英華學生考進香港大學。同年，書院又成立了英華青年會（與現在的學生會等同）和創立《英華青年》（Ying Wa Student）。
1922年，曉士牧師回英休假途中病逝，書院唯有向廈門英華書院借調腓立士牧師（Rev. L. Gordon Phillips）擔任校長。1924年，倫敦會命腓立士牧師返回廈門。書院面對缺乏外籍校長和外籍教師、政府隨時撤回津貼、校舍業權紛爭等問題，陷入再次停辦的危機。倫敦會的支持減退，道濟會自顧不暇，形勢十分嚴峻。這時，沈維昌和盧冠元兩位老師，堅決保校，由沈維昌先生（Mr. Richard Shim Wai Chong）擔任校長，學校得以繼續辦學。由於條件不足，政府在1927年撤回津貼，校方因此籌劃自建校舍。
在沈校長帶領下，學生人數創復校以來的新高，有約200人，而且開設夜間小學，由書院的高年級生任教。復辦校報《英華月刊》，組織籃球隊，奪香港學界籃球聯賽冠軍。沈校長及倫敦會的威禮士和皮堯士牧師，最後決定與初成立的中華基督教會合作發展旺角弼街地段。

### 遷往九龍，自置校舍
弼街56號校舍（現為中華基督教會望覺堂基督教大樓）於1928年落成，地下為教會，命名為「公理堂旺角第二支堂」，再易名為「望覺堂」。樓上為書院的課室和宿舍。1930年，新校舍正式開幕，由當時的港督金文泰爵士（Sir Cecil Clementi）主持開幕禮。沈校長於同年功成身退，將英華交還倫敦會。倫敦會委任舒活牧師（Rev. Frank Short）接任校長。政府肯定書院的辦學成就，恢復對書院的資助。小學部亦在1931年招生，實行中小學一條龍的辦學模式。學生人數約有四百人。
1938年，舒活牧師離任，薦舉自1933年已在書院任教的鈕寶璐先生（Mr. Herbert Noble, O.B.E.）當校長。時正值日本侵華，政局動蕩，書院的發展亦受影響。
太平洋戰爭於1941年爆發，香港淪陷，書院被迫停課，鈕寶璐校長參加了海軍義軍隊，而校舍則被日軍徵為工務廠棧。其後，鈕寶璐校長被俘，囚禁於深水涉集中營。
1945年，香港重光。書院亦於11月1日復校上課，繼續由鈕寶璐先生出任校長。戰後，因中國內戰和嬰兒潮，香港人口迅速增加，學生人數激增至500多。1955年，校董會向政府申請撥地興建新校舍，選址為九龍城區牛津道1B地段。

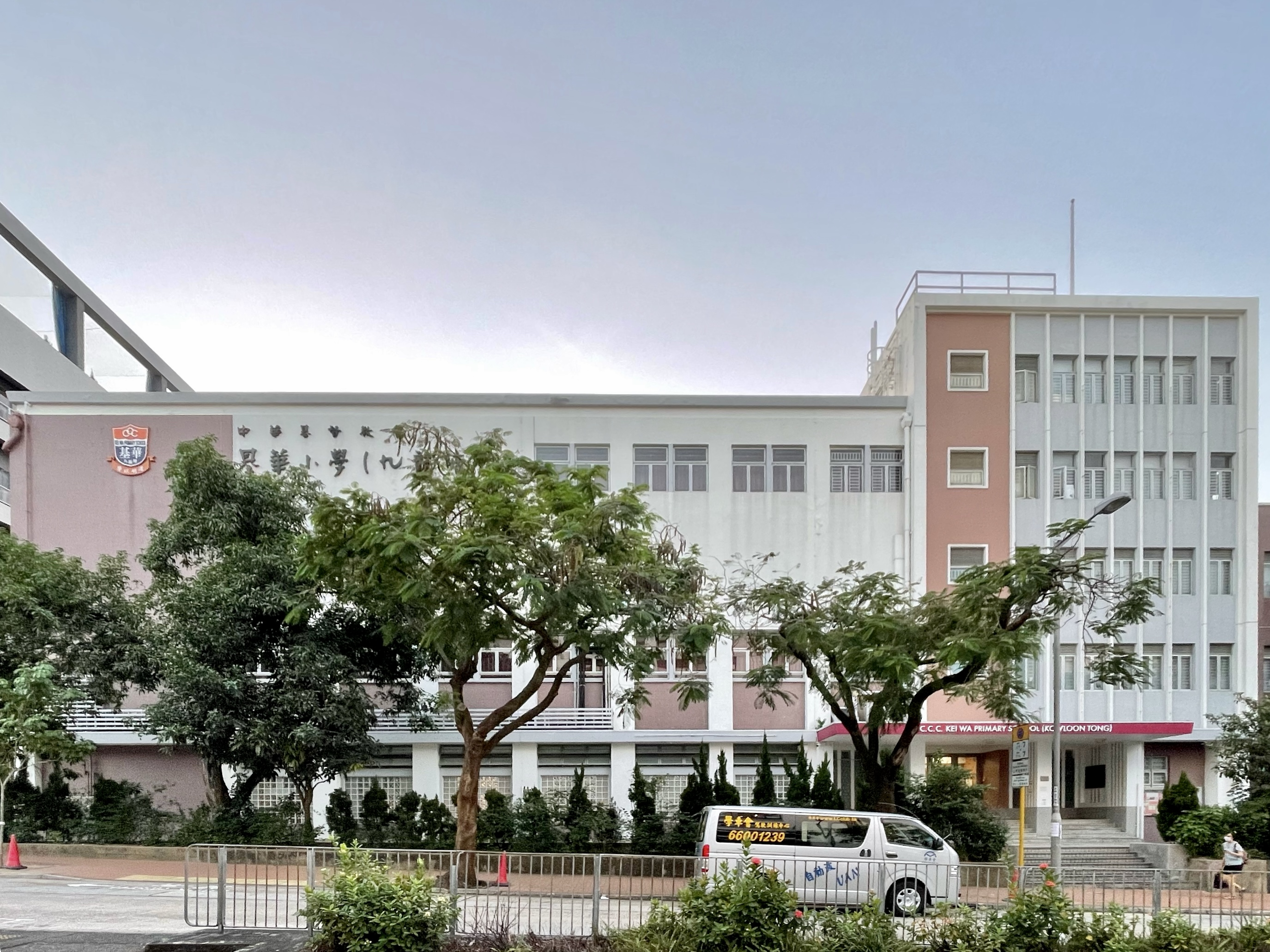
位於九龍塘牛津道1B號的校舍，現為中華基督教會基華小學（九龍塘）

1963年初夏，九龍塘牛津道1B號校舍啟用，項目建築設計為朱彬負責，由時任港督柏立基爵士（Sir Robert Brown Black）主持啟用典禮。但同年，因牛津道的校舍未能容納小學部，書院被迫結束小學部。舊有的小五及小六學生需到當時新開設的中華基督教會基華小學繼續上課，部分英華書院小學部的教師亦過渡到基華小學。而掌校20多年，帶領書院經歷戰爭、復元、重建、擴充等階段的鈕寶璐校長亦於12月27日逝世。
由於倫敦傳道會已改組為世界傳道會（Council for World Mission），將名下香港學校的辦學權暫托中華基督教會香港區會（The Hong Kong Council of the Church of Christ in China），書院遂成為區會的附屬學校，由校董會負起監管學校的責任。鈕寶璐校長去世後，校董會聘用艾禮士先生（Mr. Terence Iles）接任校長一職。
艾禮士校長在任期間，創立社制，首次舉行水運會，舉辦畢業禮、開放日、慈善賣物會等大型活動。1964年，校刊《火炬》（Torch）創刊，書院為全港最早期擁有校報的學校之一。1971年，書院首度取得學界體育最高榮譽的亞米茄玫瑰挑戰盃。然而，艾禮士校長也有一些頗具爭議性的措施，例如1969年度，他在中六級取錄了15名女生，有人津津樂道，也有人認為破壞傳統。無論如何，這成了書院百多年歷史中的一段小插曲。
1972年接任校長的京力士先生（Mr. Rex King）革新課程，推廣普通話教育，鼓勵兩文三語。書院增至31班，有學生近1200人。1978年梅浩濱先生（Mr. Mui Ho Bun）出任校長，又致力加強訓輔工作，增設駐校社工。1984年，書院和日本濱松南扶輪社合辦港日文化交流計劃，每年選派三名學生赴日本學習，促進兩地文化交流。
1990年，楊寶坤先生（Mr. Yeung Po Kwan）接任校長。他主張校政民主化，重視和校友會的聯繫，又成立家長教師會，務求學生、教師、校友、家長和學校共同承擔書院的發展和監管的責任。此外，在1991年，書院恢復停辦數十年的社制比賽。1997年，書院首次出現了香港中學會考10A狀元曾申翹。

### 近年

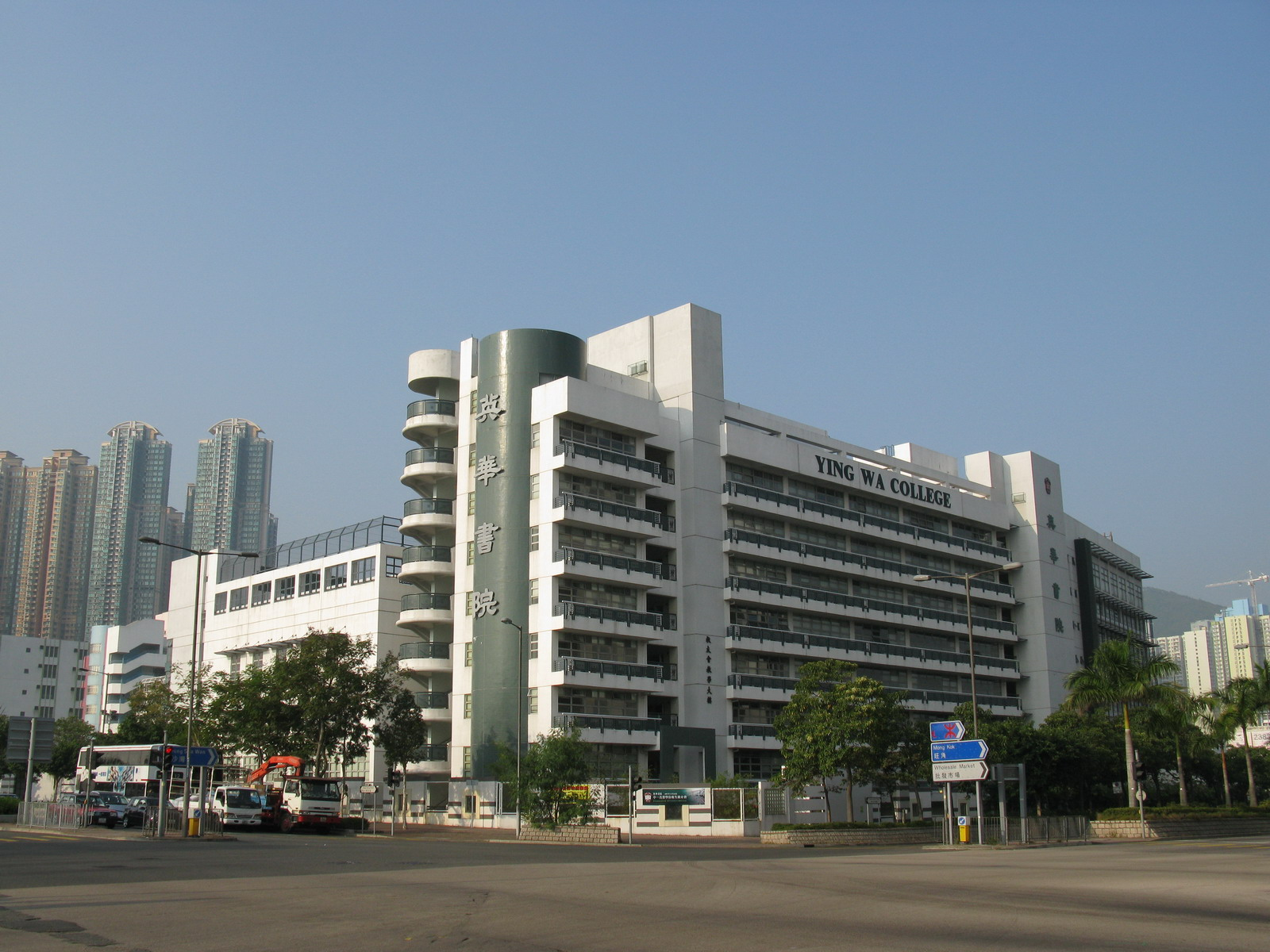
現時位於英華街的校舍

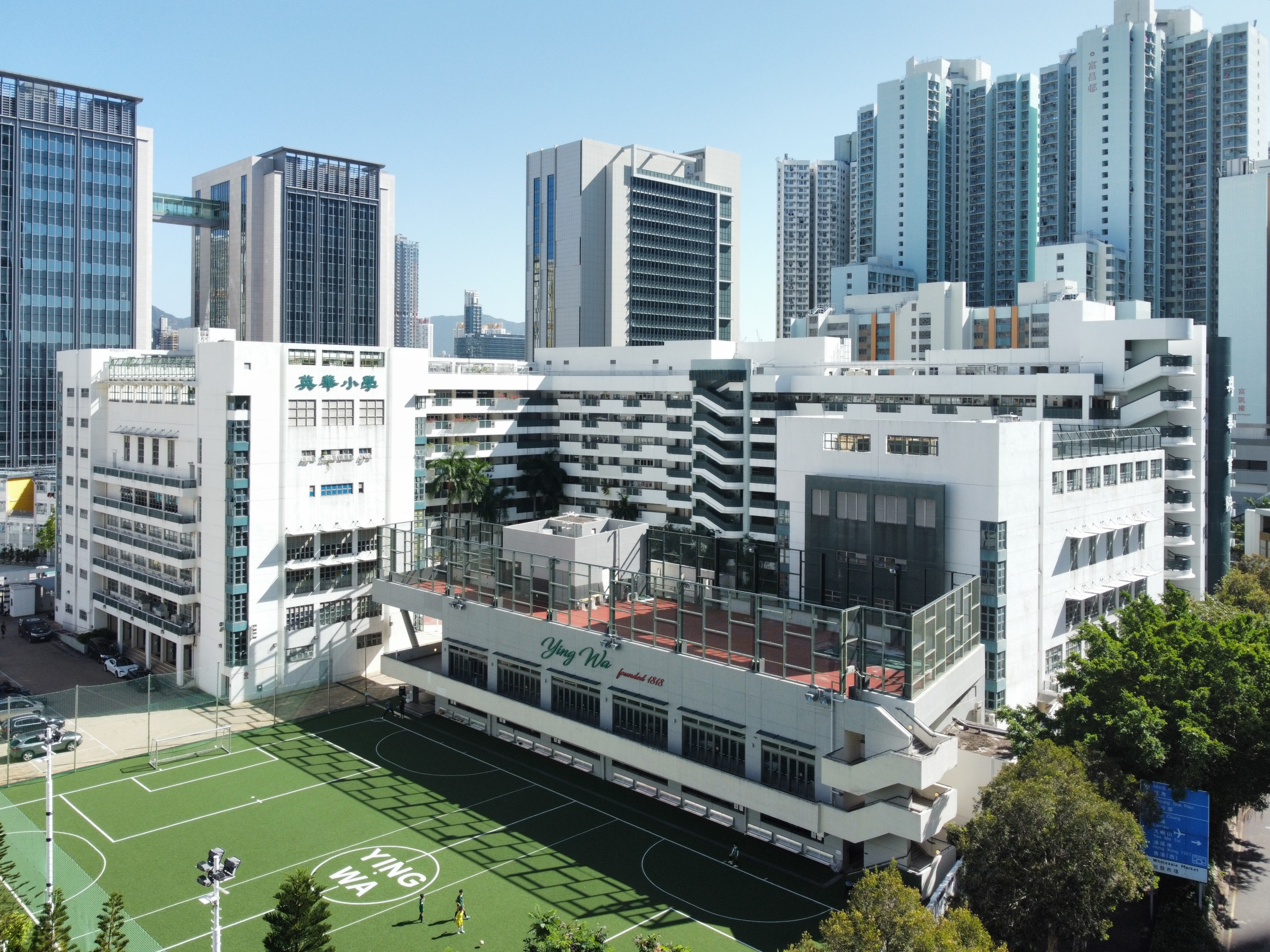
英華小學與英華書院相連校舍

於1998年啟德機場遷出後，英華書院校董會曾透過辦學團體中華基督教會香港區會，向香港政府申請於啟德發展區興建新校，但因政府對該處土地規劃未有定案而告吹，及後亦曾於1999年申請柏立基教育學院舊址（現保良局蔡繼有學校）用地，但由於該用地僅供開辦私立國際學校而不果。其後校方認真思考校舍的未來發展，並於1999年12月收到政府消息，於當時竣工不久的西九龍填海區將有一幅土地用予建校，故校方起草建議書申請用地。於2000年6月1日，校董會獲政府批出一幅位於西九龍填海區深水埗西的土地。據政府安排，辦學團體除了須於該幅土地設立中學外，亦須同時設立直屬小學，坊間稱此種模式為「一條龍」。
另外，香港政府原本要求小學和中學分別以「L」型和「U」型的後期型設計「千禧校舍」準則興建，經過校方與政府多輪磋商，新校舍的設計改為中學與小學互通的建築，禮堂可容納人數由700人增至1200人，校方和辦學團體須承擔設計改動帶來的額外開支。
新校舍於2003年7月如期落成，並在同年9月1日起的新學年啟用，新校舍街道以學校命名為「英華街」。時任校長楊寶坤伴隨舊校舍退休，由李志華接任。同時因應中華基督教會基全小學上下午校分拆成兩所全日制學校，下午校師生及校長均轉到新註冊成立的英華小學，稱為小學「復校」。新的英華小學為獨立於書院的學校，首任小學校長由基全小學下午校校長簡燕玲擔任。於1964年接收英華書院小學部停辦學生的基華小學下午校，則接手書院舊有的牛津道校舍，並易名為「中華基督教會基華小學（九龍塘）」。
英華書院於2006年起考慮加入直接資助計劃（直資），並就此舉辦多場諮詢會。校董會於2007年通過加入直資計劃，並於2008年的新學年正式生效，新學年前的舊有學生不用支付繳納學費。校方將學校定位為「平民直資」。
校方為慶祝英華書院創立200週年，以「皕載英華」為主題，舉行了一連串活動。先於2017年11月舉辦名為「英華皕載籃球明星邀請賽」的籃球賽事，邀請已畢業的前籃球校隊成員組隊，對陣甲一籃球聯賽球隊永倫。其後於香港浸會大學舉辦學術研討會、推出名為《天地人》的校慶主題曲、與香港郵政推出紀念郵票、與香港歷史博物館合辦名為「傳道授業在香江」的專題展覽及講座系列。2018年12月2日於香港會展舉行校慶晚宴，邀得時任特首林鄭月娥擔任主禮嘉賓。

### 主持及校長

#### 有關校長（Principal）的稱呼
不論停辦前或復辦後，英華書院均有一英文名為「Principal」的職位，在香港現有教育制度下，此職位的中文翻譯應為「校長」。惟根據現有的史料，停辦前的中文文獻只曾使用「主持」來作為「Principal」的翻譯。
目前為止，現代有關英華書院的中文歷史書籍，如《古樹英華》、《馬禮遜回憶錄》等，多數均統一採用「校長」來作該職位任何時期的翻譯。

### 領導諸賢

#### 創校校監
| 任次 | 創校校監                              | 任期       |
| ---- | ------------------------------------- | ---------- |
| 1    | 馬禮遜博士 Rev. Robert Morrison, D.D. | 1818－1834 |

#### 校監
| 任次 | 校監                                   | 任期       |
| ---- | -------------------------------------- | ---------- |
| 1    | 威禮士牧師 Rev. Herbert Richmond WELLS | 不詳       |
| 2    | 舒活牧師 Rev. Frank SHORT              | 不詳       |
| 3    | 鈕寶璐先生 Mr. Herbert NOBLE           | 不詳－1964 |
| 4    | 艾禮士先生 Mr. Terence Ivor ILES       | 1964－1965 |
| 5    | 潘頓牧師 Rev. Hedley Percival BUNTON   | 1965－1973 |
| 6    | 汪彼得牧師 Rev. Peter WONG             | 1973－1984 |
| 署任 | 李清詞牧師 Rev. LEE Ching Chee         | 1984－1985 |
| 7    | 郭乃弘牧師 Rev. KWOK Nai Wang          | 1985－1988 |
| 8    | 翁珏光牧師 Rev. YUNG Kok Kwong         | 1988－1993 |
| 9    | 蘇宗仁博士 Dr. SU Chung Jen            | 1993－1995 |
| 10   | 吳振智牧師 Rev. NG Chun Chi            | 1995－1997 |
| 11   | 胡丙牧師 Rev. WU Ping Kit              | 1997－2007 |
| 12   | 陳志堅牧師 Rev. CHAN Chi Kin           | 2007－2010 |
| 13   | 陳應城教授 Prof. CHAN Ying Shing       | 2010－今   |

#### 校董會主席
| 任次 | 校董會主席                       | 任期                                      |
| ---- | -------------------------------- | ----------------------------------------- |
| 1    | 張祝齡牧師 Rev. CHEUNG Chuk Ling | 不詳－1924                                |
| 2    | 歐斯湛醫生 Dr. AU Sz Cham        | 1928－1953                                |
| 3    | 歐炳光先生 Mr. AU Ping Kwong     | 1953－1967                                |
| 4    | 羅大堯先生 Mr. LO Tai Yue        | 1967－1969                                |
| 5    | 黃恩榮先生 Mr. WONG Yan Wing     | 1969－1972                                |
| 6    | 汪彼得牧師 Rev. Peter WONG       | 1972－1973                                |
| 7    | 翁珏光牧師 Rev. YUNG Kok Kwong   | 1973－1978                                |
| 8    | 蘇宗仁博士 Dr. SU Chung Jen      | 1978－1984 1986－1992                     |
| 9    | 郭乃弘牧師 Rev. KWOK Nai Wang    | 1984－1986                                |
| 10   | 方榮康先生 Mr. FONG Wing Hong    | 1992－1997                                |
| 11   | 陳志堅牧師 Rev. CHAN Chi Kin     | 1997－2000 2010－2015 2016－2018 2019－今 |
| 12   | 關啟昌先生 Mr. KWAN Kai Cheong   | 2000－2005                                |
| 13   | 馮壽松先生 Mr. FUNG Sau Chung    | 2005－2010                                |
| 14   | 蘇成溢牧師 Rev. SO Shing Yit     | 2015－2016 2018－2019                     |

#### 校長
| 任次 | 校長                                        | 任期       |
| ---- | ------------------------------------------- | ---------- |
| 1    | 米憐博士 Rev. William MILNE, D.D.           | 1818－1822 |
| 2    | 宏富禮牧師 Rev. James HUMPHREYS             | 1822－1826 |
| 3    | 高大衛牧師 Rev. David COLLIE                | 1826－1828 |
| 4    | 修德牧師 Rev. Samuel KIDD                   | 1828－1832 |
| 5    | 湯雅各牧師 Rev. Jacob TOMLIN                | 1832－1833 |
| 6    | 伊雲士牧師 Rev. John EVANS                  | 1834－1840 |
| 7    | 理雅各博士 Rev. James LEGGE, D.D.           | 1840－1856 |
| 8    | 曉士牧師 Rev. Arnold HUGHES                 | 1914－1922 |
| 署任 | 皮堯士博士 Rev. Thomas William PEARCE, D.D. | 1918－1919 |
| 9    | 腓力士牧師 Rev. Leopold Gordon PHILLIPS     | 1922－1924 |
| 10   | 沈維昌先生 Mr. Richard SHIM Wai Chong       | 1924－1930 |
| 11   | 舒活牧師 Rev. Frank SHORT                   | 1930－1938 |
| 12   | 鈕寶璐先生 Mr. Herbert NOBLE                | 1938－1964 |
| 署任 | 容啟賢先生 Mr. YUNG Kai Yin                 | 1946－1947 |
| 13   | 艾禮士先生 Mr. Terence Ivor ILES            | 1964－1972 |
| 14   | 京力士先生 Mr. Rex Frederick KING           | 1972－1978 |
| 15   | 梅浩濱先生 Mr. MUI Ho Bun                   | 1978－1990 |
| 16   | 楊寶坤先生 Mr. YEUNG Po Kwan                | 1990－2003 |
| 17   | 李志華先生 Mr. Roger LEE Chee Wah           | 2003－2011 |
| 18   | 鄭鈞傑先生 Mr. Allan CHENG Kwun Kit         | 2011－2021 |
| 19   | 陳狄安先生 Mr. CHEN Dion                    | 2021－今   |

#### 副校長
| 任次 | 副校長                        | 任期       |
| ---- | ----------------------------- | ---------- |
| 1    | 盧冠元先生 Mr. LO Kun Un      | 1922－1930 |
| 2    | 路易士先生 Mr. B. T. LEWIS    | 1922－不詳 |
| 3    | 容啟賢先生 Mr. YUNG Kai Yin   | 1930－1968 |
| 4    | 陳耀南先生 Mr. CHAN Yiu Nam   | 1968－1973 |
| 5    | 何恩德女士 Ms. HO Yan Tak     | 1969－1970 |
| 6    | 李錫韞女士 Ms. Salween LEE    | 1970－1972 |
| 7    | 胡新約先生 Mr. Harry AW       | 1973－1975 |
| 8    | 陳炳星先生 Mr. CHAN Bing Sing | 1973－1975 |
| 9    | 雷庭蓀先生 Mr. LOI Ting Shiin | 1975－1977 |
| 10   | 高炳民先生 Mr. KO Ping Man    | 1976－1996 |
| 11   | 李樹輝先生 Mr. LEE Shu Fai    | 1979－1987 |
| 12   | 許耀賜先生 Mr. HUI Yiu Chi    | 1987－1994 |
| 13   | 袁國柱先生 Mr. YUEN Kwok Chu  | 1994－2011 |
| 14   | 蘇瑞濤先生 Mr. SO Sui To      | 1996－2010 |
| 15   | 鄭鈞傑先生 Mr. CHENG Kwun Kit | 2010－2011 |
| 16   | 麥德祥先生 Mr. MAK Tak Cheung | 2011－2020 |
| 17   | 曾志滔先生 Mr. TSANG Chi To   | 2013－今   |
| 18   | 成耀明先生 Mr. SHING Yiu Ming | 2018－今   |
| 19   | 黎惠敏女士 Ms. LAI Wai Man    | 2020－2025 |

## 成就
1846年，校長理雅各帶同英華書院的3位華人學生到倫敦，分別為吳文秀，宋佛儉(Song Hoot Kiam)和李劍麟，並於1848年獲聯合王國（即英國）君主維多利亞女王親自接見。對於維多利亞女王來說，這三位男孩代表了基督教在華傳教的未來。
在香港開埠初期，大量英華畢業生曾在教會事工中工作了相當長的時間，例如在新加坡的宋佛儉(Song Hoot Kiam)、在美國的何昌球，以及在澳大利亞的朱亞祿和梁亞叨等等。此外，也一些人仍然捐款支持傳教士的項目，唐廷樞就是一個明顯的例子。
同時，英華書院培養了一些香港和中國的英語精英。這些人利用自己的語言技能成為中西方商業、教育和文化之間的橋樑，並在行政或政府職務中發揮作用，例如、伍廷芳之岳父兼香港華人領袖何福堂、林則徐的翻譯員袁德輝和梁進德、商人何崑山、新加坡華人領袖宋佛儉(Song Hoot Kiam)、清代買辦唐廷庚及清代洋務運動的代表人物之一唐廷樞等。
1850年代，英華書院是最受歡迎的學校。以1851年的數字進行比較：英華書院有50名學生，而聖保羅書院有30名，三所政府資助學校（太平山學塾、赤柱學塾和香港仔學塾）的學生人數分別為26、14和25名。
英華書院秉承基督大愛精神，推行「平民直資」優質教育，培養「實而不華，卓而不傲」的新一代。學術嚴謹，大學學位課程入學率八成以上，DSE成績亦持續遠高於本港平均水平。
此外，英華同學更是多才多藝，在校際音樂、朗誦節、奧數、校際問答比賽及各類體育比賽中屢獲殊榮。

### 公開考試佳績
自創校以來，英華書院共產生兩位公開考試狀元：
香港中學會考「10A狀元」
- 1997年：曾申翹，獲尤德爵士紀念基金海外獎學金，於帝國理工學院修讀土木工程學。[34]

香港中學文憑考試「7科5**狀元」
- 2021年：程朗，於香港中文大學修讀內外全科醫學士課程 - 環球醫學領袖培訓專修組別。[35][36]

### 音樂
英華書院之學生屢次在香港青年音樂匯演及香港校際音樂節等重要學界音樂賽事中獲獎無數。過去十年，英華書院合唱團開始與傳統名校真光女書院組成混聲合唱團，並獲獎無數，更曾客串電影《熱血合唱團》。
2017年，英華書院樂團遠征荷蘭南部城市Kerkrade，參加4年一度、在管樂界享負盛名的世界音樂大賽－World Music Competition(WMC)，並憑出色的演奏及合唱，各獲得參加組別的金獎。這次是英華書院第一次參加國際性的音樂比賽，而團員演出亦獲當地評論讚賞，尤其是自選樂曲《Hymn to the Sun》的演出，巧妙加入合唱成為全場的感動一刻。WMC為世界其中一個水準最高的「業餘樂團比賽」，分多個級別作賽，今屆已是第18屆，參賽團隊來自世界各地，與英華書院同組較量的，還包括新加坡國立大學的代表，而英華是香港第二隊中學樂團在同一個賽事中獲金獎，且得分最高。

### 體育
英華書院曾在1971年在香港校際體育運動比賽奪最高榮譽「玫瑰盃」，全港只有英華書院和另外兩所男校曾在男子組奪得此冠軍殊榮。近年，英華書院亦在現今的中銀香港紫荊盃（前為玫瑰盃）中連續長期位於前三甲位置。
此外，英華書院分別在2001－2002、2006－2007以及2008－2009年度奪得「精英隊際最佳表現學校大獎」。
籃球是英華的王牌運動，全港學界精英籃球賽由 2006至2017年十一載內，英華多次擊敗勁敵男拔、喇沙、桂華山和遵理等隊伍，五奪冠軍、三奪亞軍，成為奪冠次數最多的學校，同時培育了不少香港的籃球名將。
足球方面，於2010至11年度，英華丙組足球隊在決賽擊敗傳統勁敵拔萃男書院，奪得學校歷史上首座港九區第一組別冠軍，亦首次獲得第一組別全場總冠軍。在學界足球歷史上，英華書院亦是唯一一支球隊能連續三年內由第三組別爬升至第一組別，且每年獲得全場總冠軍的球隊。2013年，英華在學界足球精英賽中一路殺退熱門遵理、體藝等勁敵，首次躋身決賽，並擊敗素有「學界巴塞」之稱的仁濟醫院董之英紀念中學而奪冠。同年，英華在學界四強賽中擊敗喇沙書院，及後更在決賽小勝拔萃男書院1:0，首次奪得港九區第一組甲組冠軍。
游泳方面，英華近年來一直高踞港九區第一組別四甲之內。
羽毛球方面，多年來在全港中銀盃及九龍區D1學界團體賽穩居前列，多次奪得冠、亞軍。

### 問答比賽
英華書院問答隊成立於1994年，在大型校際問答比賽中屢獲殊榮。英華分別於1996、1998、2005年三度勇奪香港電台舉辦之校際時事及學術常識問答比賽冠軍。
在香港電台舉辦之校際時事及學術常識問答比賽取消後，問答隊也有參加香港杯外交知識競賽，並曾獲得金獎殊榮。

## 傳統
- 英華書院的校色為綠色，不論牛津道舊校舍或是英華街新校舍皆是以綠色為主體。
- 英華書院的校呔為綠色，領袖生呔與一般學生校呔圖紋上有分別，以方便記認。
- 英華書院年每年都會舉辦「Inter-class hymn singing contest 班際聖詩歌誦比賽」。

### 社制
英華書院在1960年代已有社制，惟一度停辦，直至於1991年復辦，五社名稱以對該校歷史有重要影響人士的名稱命名，分別為何福堂社、梁發社、米憐社、馬禮遜社及鈕寶璐社。
學生在入學時便會被分派成五個會社。五社在每年都會分別競逐校內文才（文化及音樂）和武略（體育）各項比賽的錦標。總分最高之一社成為總冠軍。
  何福堂社（Hoh Fuk Tong）
何福堂社的命名源英華書院創辦初期的重要人物何福堂（原名何進善）。何福堂1817年生於南海西樵山，父親早年赴南洋謀生，在馬六甲英華書院當雕版工人。何福堂，因家貧未能順利升學，後入讀英華書院，又隨理雅各牧師學習神學、希伯來文和希臘文。曾任英華書院教職，兼助理雅各牧師教堂服務。1843年理雅各牧師將英華書院遷校香港，何福堂隨校而至；繼續學習神學，並兼教會傳道工作，至1846年被倫敦傳道會按立為牧師，及後派往佛山和廣州兩地傳道。（页面存档备份，存于）
何福堂社的社色是藍色，吉祥物是鷹，鷹的雙翅正好就是代表著自由。
  梁發社（Leung Faat）
梁發是中國的第一名華人牧師，梁發社也是以他的名稱命名。他是職業刻字工匠，1815年隨米憐牧師前往馬六甲建立宣教站，並在英華書院負責刻印傳教書刊。1816他受洗成為基督徒。1822年，來華只九年的米憐病逝。梁發決定延續恩師的心志，與兒子梁進德返中國向中國人傳福音。
梁發社的社色是啡色，吉祥物是公牛。
  米憐社（Milne）
米憐社的名稱乃來自英華書院的第一任校長米憐牧師，他自1812年起來到中國傳教。
米憐社的代表顏色是黃色，而吉祥物是獨角獸。
  馬禮遜社（Morrison）
為紀念英華書院的創校始祖馬禮遜牧師，其中一社便命名為馬禮遜社。馬禮遜牧師於1782年出生，16歲時獻身傳道，後來更在馬六甲創建該校。
馬禮遜社以綠色作為社色並以龍作吉祥物。
  鈕寶璐社（Noble）
鈕寶璐社的名稱來自英華書院遷校往弼街後的第二任校長鈕寶璐太平紳士。本社為五社之中唯一一個不是以停辦前的人物命名的會社。
鈕寶璐社以獅子作為吉祥物，以紅色作為社色。

### Ying Wa Cry
書院留傳名為「Ying Wa Cry」的口號，由前校長艾禮士所創作，本來是為在學界體育賽事中為同學打氣。現時在學校的重要活動中，如畢業典禮、校慶日、水運會、陸運會等，學生都會自發叫喊。
|  | TWO, FOUR, SIX, EIGHT, WHAT DO WE APPRECIATE? YING WA,YING WA ,WA WA WA! |

### 校刊
校刊《火炬》於1964年創刊，為全港最早期擁有校報的學校之一。據創刊號解釋，其意思為「薪火相傳」，寓意藉著校報以文會友，並將此精神延續下去。

### 校歌
英華書院的校歌名為《Home of Our Youth》，是Rupert Baldwin在1938年的作品。

## 香港傑出學生選舉
截至2023年(第38屆)，英華書院在香港傑出學生選舉共出產3名傑出學生。

## 知名老師
- 洪仁玕：太平天國軍師、干王，總理太平天國政事；他提出的《資政新篇》，在當時的中國算是相當先進的思想。

## 知名校友

#### 政界
- 馬儒翰：香港輔政司代理，大英帝國外交官，南京條約翻譯官，馬禮遜的次子。
- 袁德輝（英语：Yuan Dehui）：清朝林則徐的翻譯員之一。
- 梁進德：梁發之兒子，清朝林則徐的翻譯員之一。
- 宋佛儉(Song Hoot Kiam)：新加坡華人領袖
- 唐廷庚：清代買辦
- 唐廷樞：清代洋務運動的代表人物之一
- 廖長城，大紫荊勳賢，GBS，SBS，SC，JP：前全國政協委員、前行政會議非官守議員、香港科技大學校董會主席、資深大律師
- 廖長江，GBS，JP：全國政協委員、行政會議非官守議員、立法會議員（商界（第二））、香港賽馬會董事、大律師
- 梁錦松，GBS，OBE，JP：南豐集團董事長及前行政總裁、前財政司司長、前黑石集團大中華主席，身兼國際小母牛香港分會主席。[44][45]
- 楊紹信，JP：全國政協委員、香港賽馬會董事、香港公益金名譽副會長、前羅兵咸永道（PricewaterhouseCoopers）會計師事務所亞太區主席。
- 蘇慶和，SBS，JP：前市區重建局主席、前領展行政總裁[44]（1965年中七）[46]
- 蕭炯柱，GBS，CBE，JP：前規劃環境地政局局長
- 黃繼兒：前私隱專員公署個人資料私隱專員、大律師，律政司前副法律政策專員、法律改革委員會前秘書長[47]
- 冼國良：建築署副署長
- 鄧炳光：前差餉物業估價署署長
- 楊寶坤，OBE，JP：前立法局委任議員、英華書院校長及輔警總警司（1958年中五）[48]
- 樂鞏南：前民航處處長
- 劉善鵬：前漁農自然護理署副署長
- 歐中民：前審計署副署長
- 陳澤武：澳門特別行政區行政會委員、澳門立法會議員、澳門體育暨奧林匹克委員會理事會秘書長、佳景集團（港交所：0703）董事總經理
- 吳錫輝：前廣播處副處長[47]
- 潘佩璆：前立法會議員（勞工界），香港工會聯合會成員，現職九龍觀塘聯合醫院精神科副顧問醫生、香港中文大學精神科學系榮譽臨床副教授
- 陳岳鵬，SBS：前政制及內地事務局副局長、前新民黨成員、香港賽馬會行政經理
- 黃元山：特首政策組組長，曾任立法會議員（選舉委員會）、團結香港基金高級副總裁兼公共政策研究院院長
- 張敬生：前香港大學學生會評議會主席，因七一刺警案悼念決議被香港警務處國家安全處拘捕，落案起訴宣揚恐怖主義罪。[49]
- 梁百忍：前香港駐粵經濟貿易辦事處主任[50]

#### 法律界
- 張舉能，大紫荊勳賢：香港終審法院首席法官、前香港終審法院常任法官、前香港高等法院首席法官和前上訴法庭庭長
- 胡國興，GBS，CBE：2017年行政長官選舉候選人、前高等法院上訴庭副庭長、截取通訊及監察事務專員、前選舉管理委員會主席[47]
- 許宗盛，SBS，MH，JP： 執業律師、2005-2008年世界童軍委員會主席、旭日企業董事
- 李偉民，BBS，JP： 執業律師、前香港藝術發展局副主席
- 岑炳生：大律師、醫務委員會法律顧問
- 謝連忠：執業律師、葉謝鄧律師行高級合伙人
- 鍾元富：大律師、歷山大律師事務所主理人
- 黃一鳴：區域法院法官, 土地審裁處法官

#### 商界
- 何崑山：大嶼山銀礦創辦人，19世紀末香港及廣東礦業商人
- 歐陽伯權，GBS，SBS：港鐵主席及非執行董事，前美國信安金融集團高級副總裁兼亞洲區主席，前嶺南大學校董會主席。[51][52][53]
- 劉天成：港鐵前常務總監-中國內地業務及全球營運標準，現任港鐵轄下的全球營運標準研究院非執行主席[47]
- 黃仲文：中銀國際有限公司行政總裁兼私人銀行部門主管。
- 譚偉明：加拿大皇家銀行環球資產管理董事總經理，亞洲區業務總監。
- 關啟昌：前美林證券亞太區行政總裁、現和記電訊國際有限公司、中華藥業有限公司獨立非執行董事
- 曾昭群，JP：香港機電工程承建商協會主席、英華小學校監、德益控股主席、前有利集團執行董事、前扶輪社主席（1967年）[54]
- 周騰輝：前中華電力營運總裁
- 鍾志偉：美國輝瑞科研製藥有限公司營養品部香港區總經理
- 李永權：曾任香港資本市場公會主席、香港按揭證券公司高級副總裁（財務）。御風而行有限公司董事總經理，財經專欄作家，信安信託（亞洲）有限公司獨立非執行董事，亞太證券化公會有限公司董事，香港棒球總會會長(2016-2018)
- 葉承智：和記港口集團董事總經理、和記港口控股信託託管人－經理、Hutchison Port Holdings Management Pte. Limited 執行董事、鹽田國際集裝箱碼頭有限公司（鹽田國際）主席
- 梁兆邦：實惠家居有限公司副行政總裁
- 吳智光：前新世界第一巴士人力資源及行政總監
- 胡景邵：匯友資本（AID Partners）首席合夥人，Investec亞洲董事長。
- 何啟聰：瑞信香港認股證及牛熊證銷售主管
- 伍致豐：超凡集團執行董事
- 周德健：創興銀行 數碼銀行轉營辦公室主管

#### 建築／工程／測量界
- 劉健民：皇家特許測量師學會RICS首位華人全球主席
- 范統：前百利保、富豪酒店國際控股有限公司及世紀城市國際控股有限公司執行董事
- 區慶麟：嘉里建設副行政總裁及執行董事
- 郭岳忠：前香港測量師學會會長
- 鄒廣榮：香港大學房地產及建設系系主任/講座教授、科斯產權研究中心主任、前香港測量師學會會長

#### 教育界
- 陳耀南教授：香港大學中文系榮休教授。曾任英華副校長，為名譽校友，在1980年代擔任過中華民國立法委員
- 陳其相：傑出教育家，聞名「英華三陳」之一，畢業於香港中文大學，香港著名中國文學、歷史、藝術、宗教學者及導師，曾任中學校長、香港藝術館客籍講師、香港考試及評核局主考官多年，現已榮休
- 呂炳強：香港理工大學應用社會科學系首席講師
- 李雄溪教授：香港嶺南大學中文系教授。香港大學中文系文學士、哲學碩士、哲學博士。曾任嶺南大學協理副校長、學生輔導長、中文系主任、語言中心副主任、學生宿舍舍監等職。
- 林廣輝：香港道教聯合會圓玄學院第二中學校長。
- 石丹理教授，SBS，BBS，JP：香港理工大學協理副校長、應用社會科學系講座教授，禁毒常務委員會主席和家庭議會主席
- 盧厚敏博士：香港中文大學音樂系高級講師，曾任香港作曲家聯會主席
- 黎文業：活學教育創辦人之一，補習名師陳如敏之亡夫
- 張欣欣：英皇教育中文科補習名師，專欄作家
- 伍卓賢：香港中文大學金融學系副教授
- 曾國平：美國維珍尼亞理工大學經濟系副教授
- 羅永生：香港樹仁大學歷史學系副教授兼歷史教學支援及研究中心主任，嶺南大學文化研究系客席副教授、香港著名文化研究學者
- 袁文得：香港大學教育學院副教授
- 陳俊豪：香港中文大學社會工作學系副教授
- 鄺智文：香港浸會大學歷史系副教授
- 張子熙：香港理工大學康復治療科學系副教授
- 布森祖：前香港教育大學社會科學學部科主任及副教授
- 潘建強：香港教育大學數學與資訊科技學系助理教授
- 譚福基：前東華三院李潤田紀念中學校長[55]
- 梁東榮：前東華三院李潤田紀念中學校長[56]
- 蔡錦滔：香港管理專業協會李國寶中學助理校長，天文組織星匯點創辦人，曾任香港中文大學資優計劃發展主任、港大同學會書院助理校長及其母校英華書院物理科老師兼任資優教育主任[57]
- 何宏禧：香港理工大學電子及資訊工程學系副教授
- 鄭鈞傑：前英華書院校長
- 李志華：前英華書院校長，現任銘賢書院校監
- 林德育：現任將軍澳循道衛理小學校長
- 林治彬：現任靈糧堂劉梅軒中學校長
- 儲富有：前聖芳濟各書院及長沙灣天主教英文中學校長（1966年中五）[58]
- 張雲槎：中華基督教會全完中學創校校長[59]

#### 醫學界
- 陳林：香港中文大學腫瘤學系教授、中文大學醫學院助理院長（醫療系統）
- 陸瓞驥：前香港大學矯形及創傷外科學系譚世傑脊骨外科講座教授及前系主任，前香港骨科醫學院院長
- 陸洪滔：前瑪嘉烈醫院外科部門主管，前香港外科醫學院院長
- 梁啟信：前香港中文大學眼科及視覺科學學系教授兼系主任，現任香港大學眼科學系主任
- 方道生：前屯門醫院腦神經外科部門主管
- 陳凱旭：香港皮膚診所主席及醫務總監，晴報醫心直說和頭條日報活出健康美專欄作家
- 鄭子豐：東區尤德夫人那打素醫院口腔頜面外科顧問醫生
- 曹貴子：兒科醫生，康健國際 (3886) 創辦人
- 鄭偉澤：香港執業眼科視光師協會會長
- 夏威：前香港大學肝膽胰外科名譽臨床副教授、肝膽胰外科權威
- 潘明駿：養和醫院臨床腫瘤科名譽顧問醫生、香港中文大學名譽臨床副教授、香港泌尿腫瘤科科學會副會長
- 馬志南：眼科專科醫生
- 劉大立：眼科專科醫生
- 蔡建霖：內分泌及糖尿科專科醫生
- 李兆華：精神科專科醫生，青山醫院精神科顧問醫生
- 龔樹榮：將軍澳醫院副行政總監及服務總監（質素及安全）
- 曾尚賢：養和醫院駐院醫生、香港大學家庭醫學及 基層醫療學系家庭醫學名譽臨床助理教授、香港中文大學醫學院賽馬會公共衛生及基層醫療學院名譽臨床助理教授
- 范耀華：前瑪麗醫院醫生,現任香港港安醫院神經外科顧問醫生
- 胡信平：九龍伊利沙伯醫院兒科專科醫生

#### 娛樂／流行歌曲／影視界
- 許冠傑：香港粵語流行曲歌神。[44][59]
- 鄭則仕：香港演員，憑《何必有我》及《三個受傷的警察》分別於第五屆及第十六屆奪得香港電影金像獎最佳男主角
- 黃修平：香港電影導演，作品包括《哪一天我們會飛》、《狂舞派》及《魔術男》。[60]
- 王宗堯：香港演員[44]
- 梁樂民：香港電影美術指導、導演暨編劇，香港電影金像獎最佳導演及最佳編劇。代表作為《寒戰》及《梅艷芳》。

- 陳健朗：香港演員及電影導演，第40屆香港電影金像獎新晉導演，代表作為《手捲煙》
- 李駿碩：香港電影編劇及導演，作品包括《翠絲》及獲金馬獎最佳改編劇本的《濁水漂流》
- 周耀輝：著名填詞人，被譽為香港三大詞人之一。
- 鍾定一：著名音樂人。
- 譚展輝：正統及流行作曲家、唱片監製、音樂教育家、香港中文大學音樂博士及客席助理教授
- 李日昇：香港演員，童星出身。
- 鄺展維：作曲家、英國約克大學哲學博士
- 曹震豪：香港獨立音樂製作人
- 譚國政：香港作曲家、唱片監製及演唱會監製
- 周祉君：香港演員
- 馮倚天：香港畫家
- 葉漢良：前香港商業電台總經理，香港著名音樂人及填詞人，筆名卡龍。
- 何重立：香港著名唱片監製、填詞人、電台主持。
- 唐基明：香港著名電視劇及電影監製、浸大電影學院客席講師。[59]
- 顏國樑：香港男演員（1968年中二）
- 黃晞竣（阿水）：香港男歌手[61]

#### 文化／藝術界
- 徐俊文（徐緣）：壹傳媒首席營銷官、前曼秀雷敦(亞洲太平洋)有限公司市務總監，營銷專欄作家，《型銷》、《廣告@日本》作者。[62]
- 陳景祥：香港資深傳媒人，前《信報》總編輯。現任浸會大學傳理學院新聞系 黃應士傳媒倫理操守教授 專業應用教授
- 黃志淙：香港商業電台DJ及樂評人，樂隊「民藝復興」成員，現任香港大學通識教育部助理總監，香港大學社會學博士。
- 劉小康：著名設計師，作品包括屈臣氏蒸餾水樽、2009年東亞運動會獎牌等。
- 湯禎兆：香港作家、文化人。
- 葉冠霖：香港電台晨早烽煙節目《千禧年代》主持及編導。
- 劉博智：紀實攝影家，致力於記錄散居海外華人生活。

#### 宗教界
- 梁發：中國基督教重要人物，也是近代第一位華人牧師
- 何福堂：中國第二位華人基督教牧師，早年入讀馬六甲英華書院
- 黃兆強：前無綫配音員，現為居士，被評為「佛教葉特生」
- 麥肇聰：宣道會北角堂牧師
- 林立文：基督教香港崇真會屯門堂主任牧師；崇真書院校牧
- 許家遜：主恩基督教會（Grace Christian Church）牧師

#### 體育界
| 姓名     | 運動項目 | 成就／簡介 | 參考                        |
| -------- | -------- | --- | --------------------------- |
| 李卓耀   | 羽毛球   | 2013年亞洲青年運動會男子單打銀牌、2014年亞洲青年羽毛球錦標賽男子單打銅牌、第2屆亞洲羽毛球混合團體錦標賽混合團體銅牌 | [ 63 ]                      |
| 張家朗   | 劍擊     | 香港傑出運動員（2016年、2017年）、香港最具潛質運動員（2013年）、2016年亞洲擊劍錦標賽男子花劍個人賽金牌、2017年亞洲擊劍錦標賽男子花劍個人賽銀牌、2014年亞洲運動會男子花劍團體賽銅牌、2018年亞洲運動會男子花劍個人賽銅牌、2021年東京奧運男子花劍個人賽金牌 | [ 64 ] [ 65 ]               |
| 鄭錦興   | 籃球     | NIKE League U19季後賽 最有價值球員（2002）、Adidas街頭三人籃球賽 最有價值球員（2015） |                             |
| 陳兆榮   | 籃球     | 全港學界精英賽最有價值球員（2010）、NIKE League 最有價值球員（2010、2011）、NIKE League 得分王及三分王（2011）、中銀香港傑出運動員（2010–11） | [ 66 ]                      |
| 陳張敏   | 籃球     | 香港甲一聯賽籃球聯賽 最有價值球員（2013） |                             |
| 惠龍兒   | 籃球     | 第五位進軍CBA的香港籃球員、香港甲一籃球聯賽 最有價值球員（2016、2017） |                             |
| 林凱光   | 籃球     | NIKE League 得分王及三分王（2010）、香港大專盃籃球賽 最有價值運動員（2012） |                             |
| 周家駒   | 籃球     | |                             |
| 周健宏   | 籃球     | 首位KBL香港球員、香港學校精英籃球賽最佳球員（2009）、香港超級工商盃最有價值球員（2次） | [ 64 ] [ 67 ]               |
| 鄭兆均   | 足球     | 香港足球明星選舉最佳年青球員 (2018-19季度)、香港足球代表隊成員 | [ 68 ]                      |
| 卓耀國   | 足球     | 香港足球明星選舉最佳年青球員 （2013–14季度） | [ 69 ] [ 70 ] [ 71 ] [ 72 ] |
| 播磨浩謙 | 足球     | 曾效力港超聯班霸傑志 | [ 73 ]                      |
| 羅曉聰   | 足球     | 曾效力港超聯班霸南華 | [ 69 ] [ 70 ]               |
| 王子謙   | 足球     | 香港足球明星選舉最佳撲救（2016–17季度） | [ 74 ]                      |
| 王子聰   | 足球     | 全港學界精英足球賽最有價值球員（2013–14季度）、香港大學獎學金運動員（2014年）、曾效力港超聯班霸傑志 | [ 74 ]                      |
| 吳以琛   | 足球     | 曾效力士砵亭U19青年隊及標準流浪青年軍 | [ 75 ]                      |

## 關聯學校
英華書院附屬英華小學，另與香港島半山區羅便臣道的英華女學校為姊妹學校，屬同一辦學教會倫敦傳道會，關係密切；兩校不但同以英華為校名及經常舉辦聯校活動，而且雙方的校長更是對方的校董會成員之一。

## 外部連結
- 英華書院（页面存档备份，存于）
- 英華書院創校200年校慶Facebook專頁（页面存档备份，存于）